# Seniorátní kurátor
Seniorátní kurátor je spolu se seniorem nejvyšším laickým představitelem seniorátu ve správním a organizačním členění Českobratrské církve evangelické.
Seniorátní kurátor, jakož i senior, je volen na konventech vyslanými zástupci z řad sborů (duchovních i laiků). Podle Řádu o správě církve je pojednána nejen tato volba, ale také jeho samotné ustavení synodním seniorem.
Uprázdní-li se místo seniorátního kurátora, vykonávají jejich funkce jejich náměstci. Funkce se doplní povoláním náhradníků v pořadí určeném při volbě a pracuje v tomto složení do nejbližšího zasedání konventu, který provede volbu na uprázdněné místo.